# Кубок Казахстану з футболу 2020
Кубок Казахстану з футболу 2020 — 29-й розіграш кубкового футбольного турніру в Казахстані. Змагання було скасовано через розповсюдження COVID-19.

## Календар
| Раунд          | Дата               | Матчі | Клуби   |
| -------------- | ------------------ | ----- | ------- |
| Груповий раунд | 16-26 березня 2020 | 21    | 27 → 16 |
| 1/8 фіналу     |                    | 8     | 16 → 8  |
| 1/4 фіналу     |                    | 4     | 8 → 4   |
| 1/2 фіналу     |                    | 4     | 4 → 2   |
| Фінал          |                    | 1     | 2 → 1   |